# 노병준
노병준(한국 한자: 盧炳俊, 1979년 9월 29일 ~ )은 대한민국의 전 축구 선수로 현역 시절 포지션은 공격수였으며 FA컵 역대 최다 득점자이다.

## 개요
울산에서 3남 중 막내로 태어나 초·중·고를 모두 부산에서 보낸 뒤 한양대학교를 졸업했다.

## 클럽 경력
한양대학교 재학 시절 1998년 AFC U-19 축구 선수권 대회와 2001년 하계 유니버시아드에 참가하였다.
2002년 전남 드래곤즈에 입단하였다. 2002년 12월 1일 대구대학교와의 FA컵 경기에서 전남 입단 이후 첫 골을 기록했다. 2003년 4월 13일 울산 현대 호랑이와의 경기에서는 K리그 데뷔골을 터뜨렸다. 이후로도 전남의 주전으로 활약을 했다. 하지만 전남과의 계약 기간 만료로 자유 계약 신분으로 풀리기 일주일 전 구단이 본인의 동의 없이 경남 FC로의 이적을 추진하자 이를 거부하였다. 전남과의 재계약 협상에도 임하지 않고 있던 중 선수 등록 기한을 넘겨 K리그에서 활약할 수 없게 되자 오스트리아 그라츠 AK 행을 추진하였다. 이적 과정에서 전남이 이적 동의서를 발급해주지 않아 그라츠가 FIFA에 전남을 상대로 제소하는 등 마찰이 있었으나 이내 이적을 확정짓고 데뷔전에서 2도움을 기록하며 경기 MVP에 선정되었다. 하지만 부상으로 수술대에 오르게 되고 구단마저 자금난에 처하자 1시즌 만에 구단과 상호 합의 하에 팀을 떠났다.
2008년 포항 스틸러스에 입단하였으나 입단 한 달 만에 부상을 입어 3개월 간 경기에 출전하지 못하다가, 부상 복귀 후 리그 19경기에서 4골을 기록하였다. 2009년에는 AFC 챔피언스리그 2009 알 이티하드와의 결승전에서 터뜨린 득점을 포함하여 총 4골을 기록하며 팀의 AFC 챔피언스리그 2009 우승을 이끌었으며, 대회 MVP에 선정되었다. 2009 시즌이 종료된 후 계약이 만료된 노병준은 포항으로부터 만족스러운 조건을 제의받지 못하자 해외 이적을 모색하였다. 이 과정에서 풀럼과 몇 개의 중동 팀이 관심을 보인다는 보도가 있었으나 최종적으로 포항과 재계약을 체결하였다. 그리고 2010년 6월 울산 현대의 이진호와 6개월 간 맞임대되었다. 2011년 다시 포항으로 복귀하여 활약을 이어갔다, 특히 FA컵에서의 활약이 두드러졌는데, 3년 간 14경기에 출전하여 8득점을 기록하며 포항의 FA컵 2012, FA컵 2013, K리그 클래식 2013 우승을 견인하였다.
2014년 2월, 포항 스틸러스와의 계약이 만료된 뒤 K리그 수도권 기업구단, 광주 FC와 중국 슈퍼리그 클럽 등이 관심을 보였으나 대구 FC 입단을 선택하였다. 대구에서의 첫 시즌 19경기에 출전하여 4골을 기록하였다.
2016 시즌을 끝으로 은퇴를 선언하였다.

## 국가대표팀 경력
2010년 1월, 잠비아와의 평가전에서 A매치 복귀전을 치렀다. 그해 2월에 홍콩을 상대로 데뷔골을 기록했다.

## 수상

### 클럽
- K리그
  - K리그 클래식 2013 우승
- FA컵
  - FA컵 2008 우승
  - FA컵 2012 우승
  - FA컵 2013 우승
- K리그컵
  - 피스컵 코리아 2009 우승
- 아시아챔피언스리그
  - ACL 2009 우승

### 개인
- ACL 2009 MVP